# Вернопольский сельский совет (Харьковская область)
Вернопольский сельский совет — входит в состав Изюмского района Харьковской области Украины.
Административный центр сельского совета находится в селе Вернополье.

## Населённые пункты совета
- село Вернополье
- село Дмитровка
- село Карнауховка

### Ликвидированные населённые пункты
- село Новая Ивановка